# Taqqanah
Taqqanah (auch: Takkanah; Plural: Taqqanot / Takkanot) bezeichnet eine Rechtssetzung in einer jüdischen Gemeinde. Sie konnte durch einen oder mehrere Rechtsgelehrte, eine Gemeinde insgesamt oder ein Gericht erfolgen. Der Begriff leitet sich von dem hebräischen Wortstamm „taqqana“ (einrichten, verbessern) ab.

## Geschichte
Schon sehr früh, in talmudischer Zeit, waren solche Rechtssetzungen bekannt, die dann auch in die Frühzeit jüdischer Geschichte zurückprojiziert wurden, so dass die Tradition Rechtssatzungen von Mose, den israelischen Königen oder Propheten kennt. Aber auch darüber hinaus blieb diese Tradition bestehen. Im Laufe des Hochmittelalters etablierten sich im Bereich des sich damit formierenden zarfatischen (Frankreich) und aschkenatischen Judentums (Deutschland) eine Reihe neuer Gemeinden, die zur Anpassung an den neuen Lebensraum verstärkt Taqqanot einsetzten. Hier war das Instrument weit verbreitet.

## Entstehung
Anlass, ein Taqqanah zu erlassen, war in der Regel eine wirtschaftliche oder gesellschaftliche Veränderung, die ein neues Rechtsproblem aufwarf, das bis dahin vom jüdischen Recht noch nicht erfasst wurde. Die Begründung für eine Taqqanah ist immer an die biblische Tradition angebunden. Soweit sie Vorschriften des Zivil- oder Strafrechts betraf, konnte dabei auch von bestehendem Recht weiter abgewichen werden. Voraussetzung war, dass die neue Vorschrift schriftlich fixiert wurde und das anerkannte Autoritäten sie anschließend unterschrieben. Oft waren diese Rechtsetzungen durch die Gemeinden legitimiert, teils sogar durch Mehrheitsentscheidungen, während zuvor noch die Zustimmung aller erforderlich war. Dies verstärkte die Autorität der Gemeinschaft und ihrer gewählten Führung gegenüber Einzelinteressen. Formal wurde eine Taqqanah in einer religiösen Zeremonie erlassen, bei der ihr Inhalt in der Synagoge vor geöffnetem Toraschrein von einer führenden Person der Gemeinde verlesen wurde, und die Gemeinde dem per Akklamation zustimmte. Die Einzelheiten dazu sind nicht sehr gut bekannt.

## Inhalt
Taqqanot konnten in allen Bereichen erlassen werden, Zivil- oder Strafrecht, religiöse und moralische Vorschriften, soziale, Erziehungsfragen oder finanzielle Abgaben betreffen.
Neben diesem jeweiligen Regelungsinhalt wurde ein Taqqanot immer auch mit einer Bann-Androhung bei Nichtbefolgung versehen. Wurde der Bann gegen einen Einzelnen verhängt, weil er gegen die Regelung einer Taqqanah verstoßen hatte, geschah auch das in feststehenden Formen einer Zeremonie. Inhaltlich bestand ein solcher Bann in einem kompletten Ausschluss des Betroffenen aus der Gemeinschaft.

## Überlieferung
Taqqanot sind heute in der Regel durch Abschriften überliefert. Es gibt aus dem westeuropäischen Mittelalter lediglich eine im Original erhaltene Taqqanot-Urkunde von 1313, die in ihrer Zweitverwendung als Bucheinband einer Machsorschrift die Zeit überstanden hat. Sie stammt aus Reillanne in der Provence und enthält 20 Taqqanot. Das Dokument wird heute in der Bibliothèque nationale de France in Paris aufbewahrt.

## Beispiele
- Taqqanot agunot: Bestimmungen bezüglich der verlassenen Ehefrau
- Taqqanot des Rabbi Gerschom ben Jehuda gegen die Vielehe
- Taqqanot Qehillot Šum: Taqqanot-Sammlung der „SchUM-Städte“ Speyer, Worms und Mainz